# Палестина на пляжных Азиатских играх 2010
На 2-х Азиатских пляжных играх, проходивших 8—16 декабря 2010 года в столице Омана — Маскате, Палестину представляли 10 спортсменов, принявших участие в соревнованиях по пляжному футболу. Они в трёх матчах одержали одну победу (над сборной Вьетнама) и дважды проиграли (командам Бахрейна и Китая). Таким образом, по итогам Игр палестинские спортсмены не смогли завоевать медали, разделив 9—12 места с тремя другими командами, также занявшими третьи места в четырёх группах.

## Пляжный футбол
Мужчины
Группа D
| Команда               | И | В | В+ | П | ГЗ | ГП | Р  | О |
| --------------------- | - | - | -- | - | -- | -- | -- | - |
| Китай                 | 3 | 3 | 0  | 0 | 12 | 7  | +5 | 9 |
| Бахрейн               | 3 | 1 | 1  | 1 | 8  | 6  | +2 | 5 |
| Государство Палестина | 3 | 1 | 0  | 2 | 11 | 10 | +1 | 3 |
| Вьетнам               | 3 | 0 | 0  | 3 | 9  | 17 | −8 | 0 |

| 8 декабря 2010 года 12:45 UTC+4 | \| Государство Палестина \| 0:2 \| Бахрейн \| \| \| Голы \| Джасим аль-Досери 26′ · Аюб Мубарак 32′ \| | Аль-Муссанах Спорт Сити, Маскат Судья: Фаршид Хагигатджу |
| Государство Палестина           | 0:2 | Бахрейн                                                  |
|                                 | Голы                                                                                                   | Джасим аль-Досери 26′ · Аюб Мубарак 32′                  |

| 10 декабря 2010 года 16:15 UTC+4                                  | \| Китай \| 5:4 \| Государство Палестина \| \| Илиханму Аихаити 9′, 10′ · Хань Иннань 17′, 28′ · Хань Сюэгэн 19′ \| Голы \| Хамада Шбаир 16′, 32′ (пен.), 34′ · Сами Салим 19′ \| | Аль-Муссанах Спорт Сити, Маскат Судья: Рамин Хагигизаде |
| Китай                                                             | 5:4 | Государство Палестина                                   |
| Илиханму Аихаити 9′, 10′ · Хань Иннань 17′, 28′ · Хань Сюэгэн 19′ | Голы | Хамада Шбаир 16′, 32′ (пен.), 34′ · Сами Салим 19′      |

| 12 декабря 2010 года 16:15 UTC+4                       | \| Вьетнам \| 3:7 \| Государство Палестина \| \| Буй Чан Туан Ань 3′ · До Ван Нам 24′ · Чан Хыу Фук 36′ \| Голы \| Хамада Шбаир 1′, 2′, 11′ (пен.), 17′, 18′, 36′ · Моханад аль-Тахрави 22′ \| | Аль-Муссанах Спорт Сити, Маскат Судья: Сухаими Мат Хассан                |
| Вьетнам                                                | 3:7 | Государство Палестина                                                    |
| Буй Чан Туан Ань 3′ · До Ван Нам 24′ · Чан Хыу Фук 36′ | Голы | Хамада Шбаир 1′, 2′, 11′ (пен.), 17′, 18′, 36′ · Моханад аль-Тахрави 22′ |